# Viškovo
Viškovo (olaszul:  San Matteo di Liburnia) falu és község Horvátországban, Tengermellék-Hegyvidék megyében. Közigazgatásilag Kosi, Marčelji, Marinići, Mladenići, Saršoni és Sroki települések tartoznak hozzá.

## Fekvése
Fiume központjától 7 km-re északnyugatra egy kisebb magaslaton fekszik.

## Története
Az i. e. 6. századtól az illír japodok törzse élt ezen a területen. A japodok és a rómaiak után a keleti gótok és a bizánciak uralma következett. A szlávok a 7. században érkeztek ide, azután a frankok, majd a horvát nemzeti királyok uralkodtak itt. 1116-ban az isztriai területekkel együtt egészen Fiuméig az aquileai pátriárka és vazallusai a duinói grófok igazgatása alá került. 1399-ben a duinói grófok kihalása után a Walsee grófi család birtokába jutott. Viškovo község teljes területe ebben az időben a kastavi uradalom része volt. A 16. századi források megemlítik, hogy itt haladt át a Laibachot Fiuméval összekötő forgalom. Maga Viškovo település a történészek szerint a 18. században keletkezett. Nevét pedig onnan kaphatta, hogy mivel kis dombon épült kiemelkedik a környező területből. Ezen a dombon épült fel az a Szent Mátyás apostol tiszteletére szentelt kápolna, melyről a település az eredeti nevét kapta. Nevének első formája az 1763 és 1784 között készített osztrák térképen bukkant fel. Hiteles adatok szerint Mária Terézia idejében a falu központjában egy császári címerrel ellátott kút volt, melyet azért építettek, hogy az erre átvonuló katonák itt megpihenhessenek és felfrissíthessék magukat.
A helyi iskolát 1850-ben alapították, az itteni gyermekek azelőtt az 1770-ben alapított kastavi iskolába jártak. Első világi iskolája 1880-ban nyílt meg.
1910-ben új iskolaépületet emeltek, míg az iskola mai épülete 1974-ben létesült.
A településnek 1857-ben 345, 1910-ben 640 lakosa volt. Az első világháború után az Olasz Királyság szerezte meg ezt a területet, majd az olaszok háborúból kilépése után 1943-ban német megszállás alá került. 1945 után a területet Jugoszláviához csatolták, majd ennek széthullása után a független Horvátország része lett. Viškovo községet 1993. április 15-én alapították, azelőtt Fiume városához tartozott. 2011-ben a falunak 3054, a községnek összesen 14495 lakosa volt.

## Lakosság

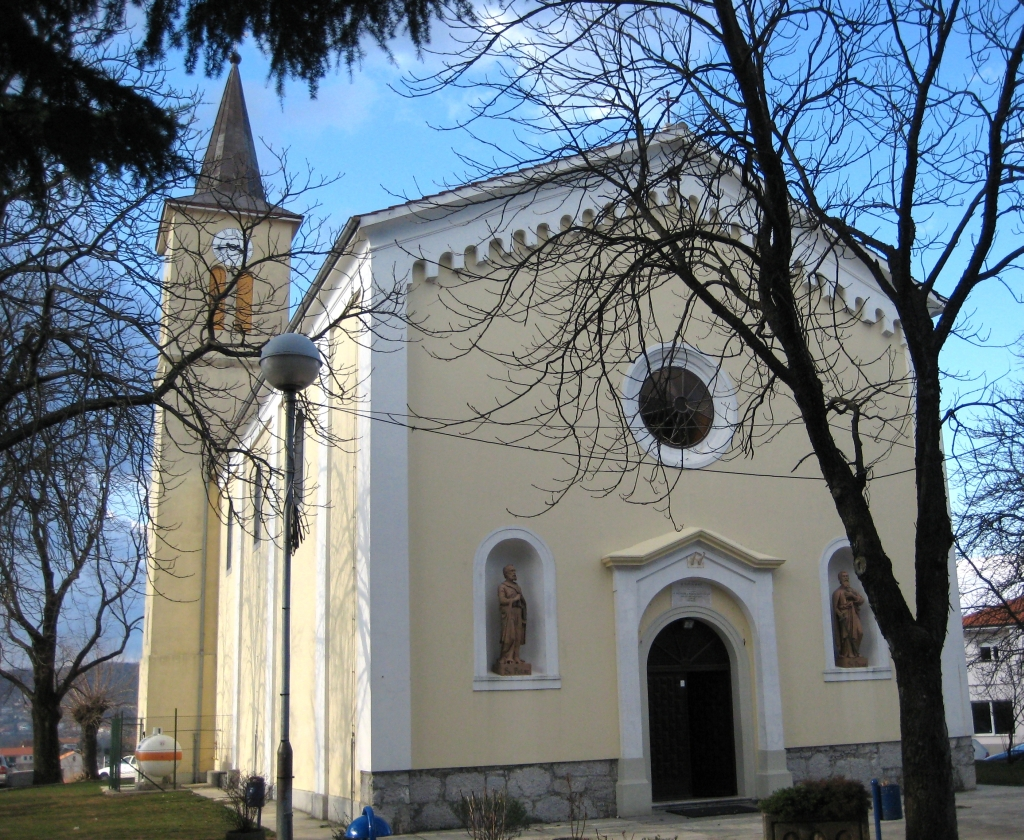
A Szent Mátyás templom

| Lakosság változása | Lakosság változása | Lakosság változása | Lakosság változása | Lakosság változása | Lakosság változása | Lakosság változása | Lakosság változása | Lakosság változása | Lakosság változása | Lakosság változása | Lakosság változása | Lakosság változása | Lakosság változása | Lakosság változása | Lakosság változása |
| ------------------ | ------------------ | ------------------ | ------------------ | ------------------ | ------------------ | ------------------ | ------------------ | ------------------ | ------------------ | ------------------ | ------------------ | ------------------ | ------------------ | ------------------ | ------------------ |
| 1857               | 1869               | 1880               | 1890               | 1900               | 1910               | 1921               | 1931               | 1948               | 1953               | 1961               | 1971               | 1981               | 1991               | 2001               | 2011               |
| 345                | 318                | 492                | 553                | 591                | 640                | 901                | 865                | 462                | 452                | 517                | 618                | 1076               | 1419               | 1732               | 3054               |

## Nevezetességei
Szent Mátyás apostol tiszteletére szentelt temploma egy korábbi kápolna helyén épült 1862-ben. Egyhajós épület félköríves szentéllyel. Harangtornya a szentély bal oldalán áll. A bejárat két oldalán a homlokzaton Szent Péter és Szent Pál apostolok szonrai láthatók. A főoltár képe Ivan Baštijan festőművész alkotása 1863-ban készült, ma sz apszis jobb oldalán látható. A főoltáron feszület áll.
A település két védett, tradicionális lakóháza a Srok-ház és a Širola-Kovačić-ház.